# Фатах ал-ислам
Фатах ал Ислам (на арабски: فتح الإسلام) е палестинска ислямистка организация, чиято основна база се намира в лагера „Нахр ал Баред“ край Триполи, Северен Ливан. Считана е за близка до Ал-Кайда и сирийските тайни служби. Според различни оценки групата разполага със 150-200 бойци.
Понастоящем групировката е ръководена от Шакир ал-Абси – палестинец, живеещ в Ливан. Определян е за близък на бившия водач на Ал-Кайда в Ирак Абу Мусаб ал-Заркауи. Шакир ал-Абси е осъден задочно през 2004 г. от йордански съд на смърт заради участието му в атентат срещу американски дипломат.
На 20 май 2007 г. избухват престрелки между сили на ливанската армия и бойци на групировката. Загиват множество цивилни.